# Carlo Fontana

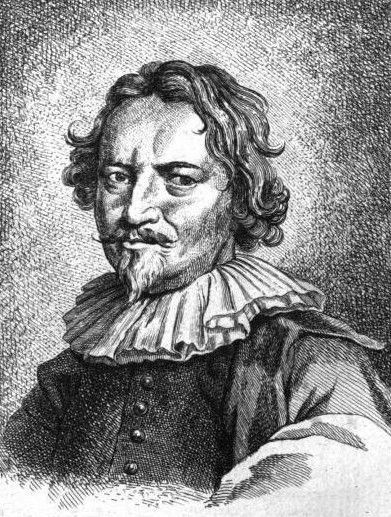
Carlo Fontana auf einem Stich um 1774.

Carlo Fontana (* 22. April 1638 im Dorfteil Brusata der Gemeinde Novazzano im Tessin; † 5. Februar 1714 in Rom) war ein schweizerisch-italienischer Architekt, Bildhauer und Ingenieur.

## Leben
Fontana kam 1653 nach Rom und wurde zuerst Schüler von Giovanni Maria Bolino und danach von Pietro da Cortona und Carlo Rainaldi. Zwischen 1655 und 1667 diente er als Mitarbeiter in der Werkstatt von Gian Lorenzo Bernini, wo er aufgrund seines technischen Verständnisses und seiner Gestaltungsstärke bald zu einem unersetzlichen Partner wurde.
Fontana entwickelte sich in der Folge zu einem erfolgreichen Architekten, der allerdings weniger durch große Innovationen oder herausragende Einzelleistungen bestach, als durch das geschickte eklektische Zusammenführen von Stilelementen der drei „großen“ Baumeister des 17. Jahrhunderts, Bernini, Borromini und Pietro da Cortona. Er verstand es, seine Bauten einer breiten Öffentlichkeit bekannt zu machen, indem er umfassende Begleitmaterialien und Illustrationen zu seinen Bauvorhaben veröffentlichte. Zu diesen Veröffentlichungen zählt auch Tempio Vaticano (1694), in dem Fontana den Bau des Petersdoms und des (von Bernini gestalteten) Petersplatzes beschreibt, an dessen Arbeiten Fontana beteiligt war.
Daneben verfügte er auch über didaktisches Geschick. Aus seiner Werkstatt bildeten sich einige der bedeutendsten Architekten Italiens und ganz Europas des 18. Jahrhunderts heraus, darunter Alessandro Specchi, Nicola Michetti, Giovanni Battista Vaccarini, James Gibbs, Johann Bernhard Fischer von Erlach, Johann Lucas von Hildebrandt, Matthäus Daniel Pöppelmann und Filippo Juvarra. Auch sein Sohn Francesco lernte bei ihm und war ein begabter Architekt, verstarb jedoch früh.

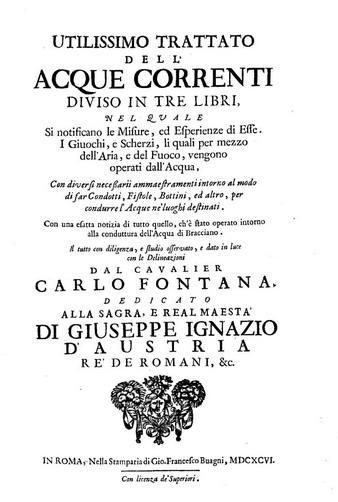
Carlo Fontana: Utilissimo trattato dell’acque correnti, Rom, 1696

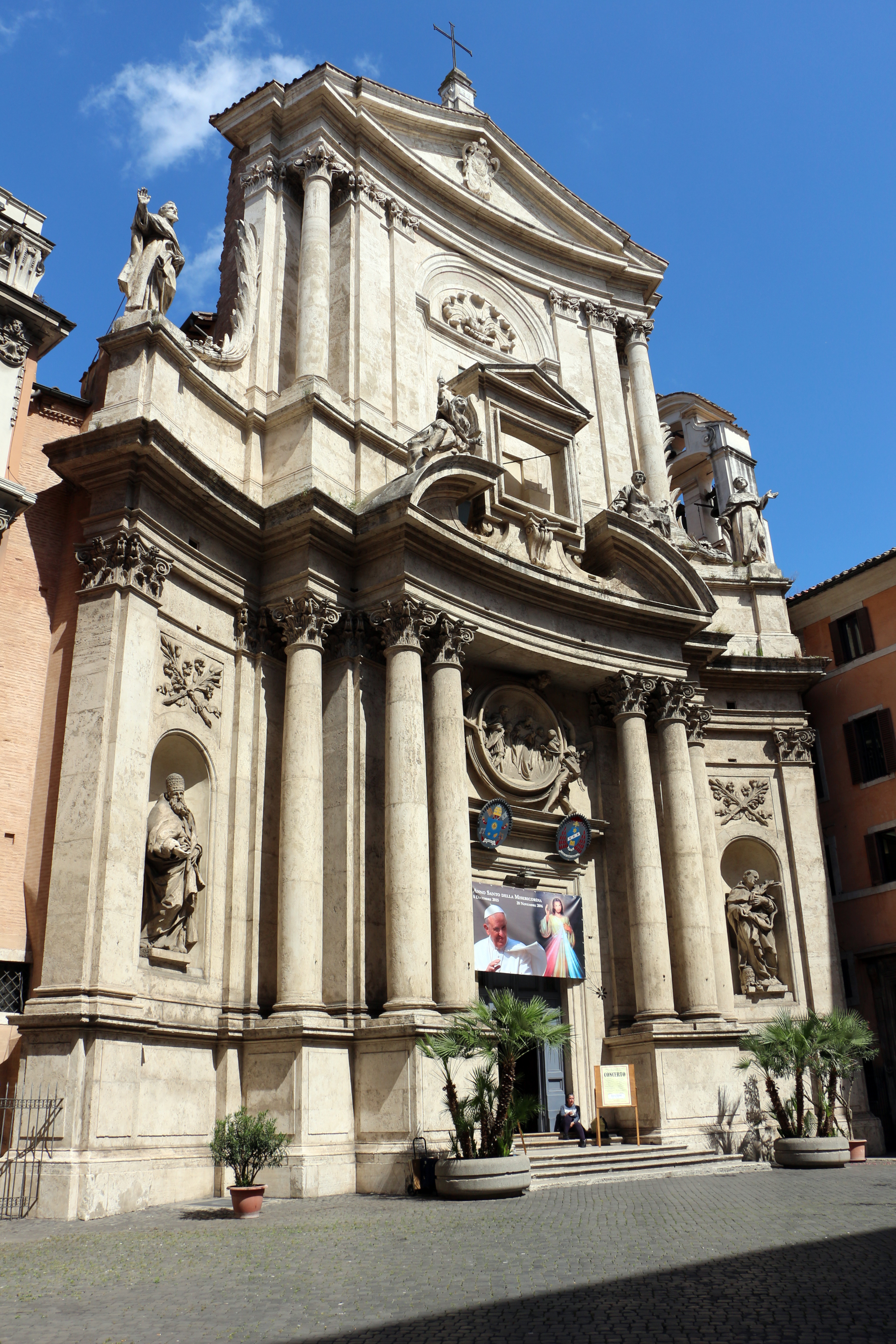
Carlo Fontana: Fassade der Kirche San Marcello al Corso, Rom

## Werke

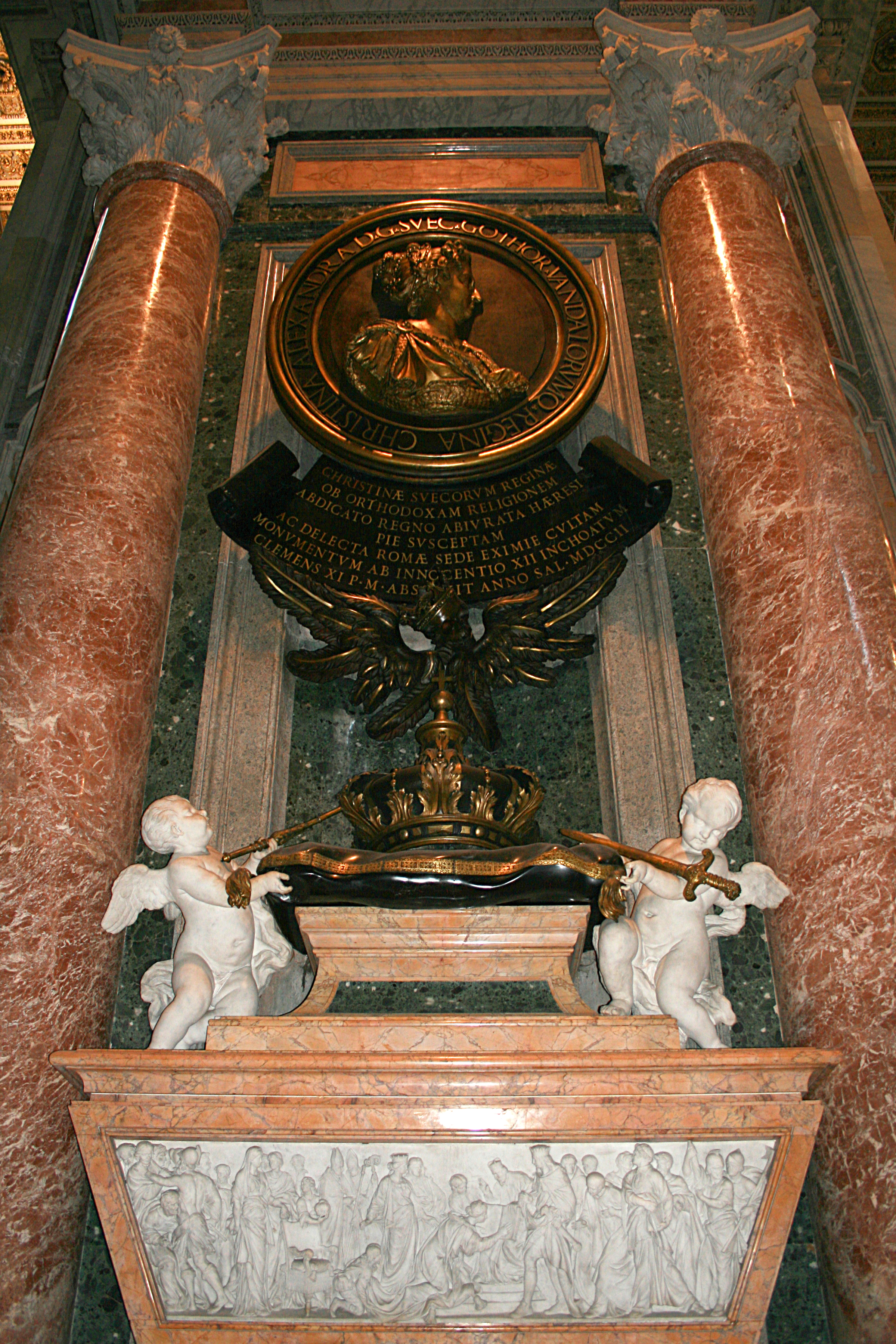
Carlo Fontana: Grabstein von Königin Christina von Schweden, Petersdom, 1702.

- Palazzo Montecitorio (in dem sich heute das italienische Abgeordnetenhaus befindet): von Bernini im Auftrag von Papst Innozenz X. begonnen, mit Änderungen von Fontana unter dem Pontifikat von Papst Innozenz XII. vollendet.
- Palazzo Massimo di Rignano auf der Piazza d’Aracoeli.
- Kirche San Marcello al Corso.
- Kirche Santa Maria dei Miracoli, in Zusammenarbeit mit Gian Lorenzo Bernini (1662–1679).
- Kirche San Biagio in Campitelli (1655).
- Basilika dei Santi Apostoli (1702–1708).
- Linker Brunnen auf dem Petersplatz (1675).
- Brunnen auf der Piazza di Santa Maria in Trastevere, einer der ältesten Brunnen Roms, neugestaltet durch Fontana.
- Kuppel der Cybo-Kapelle in der Kirche Santa Maria del Popolo (1683–1687).
- Sixtinische Kapelle in der Basilica di Santa Maria Maggiore (1671).
- Ginetti-Kapelle in der Kirche Sant’Andrea della Valle (1671).
- Albaner-Kapelle in der Kirche San Sebastiano (1705).
- Biblioteca Casanatense (1708).
- Der große Komplex von San Michele a Ripa.
- Taufkapelle im Petersdom (1692–1698).
- Grabmäler der Päpste Clemens XI. und Innozenz XII. im Petersdom.
- Grabmal der Königin Christine von Schweden im Petersdom (1702).
- Pläne für ein nicht realisiertes Bauvorhaben einer großen Kuppelkirche, den heiligen Märtyrern geweiht, im Innern des Kolosseums.
- Kollegiumskirche von Montefiascone

Zu seinen weiteren Werken zählt das Jesuitenkloster von Loyola in Spanien sowie der Ausbau des Borromäischen Palastes auf der Isola Bella im Lago Maggiore.